# Lambach (Oostenrijk)
Lambach is een gemeente in de Oostenrijkse deelstaat Opper-Oostenrijk, gelegen in het district Wels-Land. De gemeente heeft ongeveer 3200 inwoners.

## Geografie
Lambach heeft een oppervlakte van 4 km². De gemeente ligt in het centrum van de deelstaat Opper-Oostenrijk, vlak bij de stad Wels.
De Vorchdorferbahn van Stern und Hafferl rijdt tussen Lambach en Vorchdorf, en sluit daar aan op de Traunseebahn naar Gmunden.